# Hyperstrotia albida
Hyperstrotia albida là một loài bướm đêm trong họ Noctuidae.